# Saravena
Saravena ist eine Gemeinde (municipio) des Departamentos Arauca in Kolumbien.

## Geographie
Saravena liegt im Nordwesten Araucas, am Übergang von den Anden in die Llanos, auf einer Höhe von zwischen 190 m ü. NN und 2260 m ü. NN, 196 km von der Stadt Arauca entfernt. Die Gemeinde grenzt im Norden an den Bezirk Páez im Bundesstaat Apure in Venezuela, im Süden an Fortul, im Osten an Arauquita und Fortul und im Westen an Cubará im Departamento de Boyacá.

## Bevölkerung
Die Gemeinde Saravena hat 65.314 Einwohner, von denen 49.198 im städtischen Teil (cabecera municipal) der Gemeinde leben (Stand: 2022).

## Geschichte
Saravena wurde 1972 von einer Gruppe Siedlern gegründet und war in der Folge Ziel von Migrationsbewegungen aus vielen Teilen Kolumbiens. Zunächst war Saravena Teil von Tame, erhielt aber 1976 den Status einer Gemeinde.

## Wirtschaft
Die wichtigsten Wirtschaftszweige von Saravena sind die Rinder-, Geflügel- und Schweineproduktion sowie die Landwirtschaft. Stark ausgeprägt ist zudem der Handel. Außerdem werden konkret kleine Betriebe gefördert. Saravena verfügt über einen eigenen Regionalflughafen.